# Wereldkampioenschap handbal mannen 1970
Het 7de Wereldkampioenschap Handbal Mannen vond plaats van 26 februari tot 8 maart 1970 in Frankrijk. 16 teams namen deel aan de strijd om de wereldtitel.

## Voorronde

### Groep A
| Land                           | Wed | W | G | V | DV | DT |    | Ptn |
| ------------------------------ | --- | - | - | - | -- | -- | -- | --- |
| Zweden                         | 3   | 2 | 0 | 1 | 30 | 27 | 3  | 4   |
| Duitse Democratische Republiek | 3   | 2 | 0 | 1 | 32 | 30 | 2  | 4   |
| Sovjet-Unie                    | 3   | 2 | 0 | 1 | 33 | 33 | 0  | 4   |
| Noorwegen                      | 3   | 0 | 0 | 3 | 23 | 28 | -5 | 0   |

| Duitse Democratische Republiek | 13 – 11 | Sovjet-Unie                    |
| Zweden                         | 8 – 6   | Noorwegen                      |
| Sovjet-Unie                    | 10 – 9  | Noorwegen                      |
| Zweden                         | 11 – 9  | Duitse Democratische Republiek |
| Duitse Democratische Republiek | 10 – 8  | Noorwegen                      |
| Sovjet-Unie                    | 12 – 11 | Zweden                         |

### Groep B
| Land              | Wed | W | G | V | DV | DT |     | Ptn |
| ----------------- | --- | - | - | - | -- | -- | --- | --- |
| Tsjecho-Slowakije | 3   | 3 | 0 | 0 | 58 | 33 | 25  | 6   |
| Joegoslavië       | 3   | 1 | 1 | 1 | 66 | 41 | 25  | 3   |
| Japan             | 3   | 1 | 1 | 1 | 47 | 51 | -4  | 3   |
| Verenigde Staten  | 3   | 0 | 0 | 3 | 32 | 78 | -46 | 0   |

| Tsjecho-Slowakije | 19 – 9  | Japan            |
| Joegoslavië       | 34 – 8  | Verenigde Staten |
| Tsjecho-Slowakije | 23 – 9  | Verenigde Staten |
| Joegoslavië       | 17 – 17 | Japan            |
| Japan             | 21 – 15 | Verenigde Staten |
| Tsjecho-Slowakije | 16 – 15 | Joegoslavië      |

### Groep C
| Land           | Wed | W | G | V | DV | DT |     | Ptn |
| -------------- | --- | - | - | - | -- | -- | --- | --- |
| West-Duitsland | 3   | 3 | 0 | 0 | 41 | 36 | 5   | 6   |
| Roemenië       | 3   | 2 | 0 | 1 | 48 | 31 | 17  | 4   |
| Frankrijk      | 3   | 1 | 0 | 2 | 36 | 39 | -3  | 2   |
| Zwitserland    | 3   | 0 | 0 | 3 | 29 | 48 | -19 | 0   |

| Roemenië       | 12 – 9  | Frankrijk   |
| West-Duitsland | 11 – 10 | Zwitserland |
| Roemenië       | 22 – 7  | Zwitserland |
| West-Duitsland | 15 – 12 | Frankrijk   |
| Frankrijk      | 15 – 12 | Zwitserland |
| West-Duitsland | 15 – 14 | Roemenië    |

### Groep D
| Land       | Wed | W | G | V | DV | DT |     | Ptn |
| ---------- | --- | - | - | - | -- | -- | --- | --- |
| Hongarije  | 3   | 3 | 0 | 0 | 58 | 37 | 21  | 6   |
| Denemarken | 3   | 2 | 0 | 1 | 61 | 53 | 8   | 4   |
| IJsland    | 3   | 1 | 0 | 2 | 43 | 56 | -13 | 2   |
| Polen      | 3   | 0 | 0 | 3 | 43 | 59 | -16 | 0   |

| Denemarken | 23 – 16 | Polen      |
| Hongarije  | 19 – 9  | IJsland    |
| Denemarken | 19 – 13 | IJsland    |
| Hongarije  | 15 – 9  | Polen      |
| IJsland    | 21 – 18 | Polen      |
| Hongarije  | 24 – 19 | Denemarken |

## Kwartfinales
| Roemenië                       | 15 – 13 | Zweden            |
| Denemarken                     | 18 – 16 | Tsjecho-Slowakije |
| Duitse Democratische Republiek | 18 – 17 | West-Duitsland    |
| Joegoslavië                    | 11 – 10 | Hongarije         |

## 5de/8ste plaats
| Zweden         | 12 – 11 | Tsjecho-Slowakije |
| West-Duitsland | 15 – 13 | Hongarije         |

## Halve finales
| Roemenië                       | 18 – 12 | Denemarken  |
| Duitse Democratische Republiek | 17 – 13 | Joegoslavië |

## 9de/12de plaats
| Land        | Wed | W | G | V | DV | DT |     | Ptn |
| ----------- | --- | - | - | - | -- | -- | --- | --- |
| Sovjet-Unie | 3   | 3 | 0 | 0 | 72 | 41 | 31  | 6   |
| Japan       | 3   | 2 | 0 | 1 | 54 | 60 | -6  | 4   |
| IJsland     | 3   | 1 | 0 | 2 | 53 | 56 | -3  | 2   |
| Frankrijk   | 3   | 0 | 0 | 3 | 44 | 66 | -22 | 0   |

| Sovjet-Unie | 25 – 14 | Frankrijk |
| Japan       | 20 – 19 | IJsland   |
| Sovjet-Unie | 19 – 15 | IJsland   |
| Japan       | 22 – 13 | Frankrijk |
| Sovjet-Unie | 28 – 12 | Japan     |
| IJsland     | 19 – 17 | Frankrijk |

## 7de/8ste plaats
| Tsjecho-Slowakije | 21 – 14 | Hongarije |

## 5de/6de plaats
| West-Duitsland | 15 – 14 | Zweden |

## Bronzen finale
| Joegoslavië | 29 – 12 | Denemarken |

## Finale
| Roemenië | 13 – 12 | Duitse Democratische Republiek |

## Eindrangschikking
| Goud   | Roemenië                       |
| Zilver | Duitse Democratische Republiek |
| Brons  | Joegoslavië                    |
| 4      | Denemarken                     |
| 5      | West-Duitsland                 |
| 6      | Zweden                         |
| 7      | Tsjecho-Slowakije              |
| 8      | Hongarije                      |
| 9      | Sovjet-Unie                    |
| 10     | Japan                          |
| 11     | IJsland                        |
| 12     | Frankrijk                      |
| 13     | Noorwegen                      |
| 13     | Polen                          |
| 13     | Verenigde Staten               |
| 13     | Zwitserland                    |

1938 ·
1954 ·
1958 ·
1961 ·
1964 ·
1967 ·
1970 ·
1974 ·
1978 ·
1982 ·
1986 ·
1990 ·
1993 ·
1995 · 
1997 · 
1999 · 
2001 · 
2003 · 
2005 · 
2007 · 
2009 · 
2011 · 
2013 · 
2015 · 
2017 · 
2019 · 
2021 · 
2023